# Baltazaria tjibodas
Baltazaria tjibodas is een insect dat behoort tot de orde vliesvleugeligen (Hymenoptera) en de familie van de gewone sluipwespen (Ichneumonidae). De wetenschappelijke naam van de soort werd in 1941 gepubliceerd door Betrem.